# Hàng không năm 1985
Đây là danh sách các sự kiện hàng không nổi bật xảy ra trong năm 1985:

## Chuyến bay đầu tiên
Tháng 2
- 3 tháng 2 - Atlas Alpha XH-1
- 12 tháng 2 - Valmet L-90 Redigo nguyên mẫu OH-VBB

Tháng 3
- 11 tháng 3 - ARV Super 2

Tháng 7
- 29 tháng 7 - Kawasaki T-4

Tháng 8
- 30 tháng 8 - Bell D-292

Tháng 10
- 15 tháng 10 - Fairchild Republic T-46

## Bắt đầu hoạt động
Tháng 12
- 3 tháng 12 - ATR-42 trong Air Littoral